# Melis (Indonesië)
Melis is een bestuurslaag in het regentschap Trenggalek van de provincie Oost-Java, Indonesië. Melis telt 2846 inwoners (volkstelling 2010).